# Face Value (album)
 (juin 2021).
Si vous disposez d'ouvrages ou d'articles de référence ou si vous connaissez des sites web de qualité traitant du thème abordé ici, merci de compléter l'article en donnant les références utiles à sa vérifiabilité et en les liant à la section « Notes et références ».
Pour les articles homonymes, voir Face Value.
Albums de Phil Collins
Hello, I Must Be Going
(1982)
Face Value est le premier album solo du batteur de Genesis, Phil Collins sorti en février 1981, sur le label Virgin à l'international et sur le label Atlantic Records en Amérique du Nord. Il est publié en Grande-Bretagne 11 jours après le trentième anniversaire de Phil Collins. Il contient le tube In the Air Tonight dont la tonalité sombre est le résultat de l'échec de son mariage avec sa première épouse Andrea Bertorelli. En novembre 2015, l'album a été réédité en double CD ainsi qu'un autre Both Sides, avec de nouvelles photos pour orner la pochette, pour montrer le passage du temps. Il y a donc 12 chansons bonus, des versions live et des démos, ainsi que des pièces de Genesis comme Misunderstanding et Behind The Lines plus une de Brand X, ...And So To F.

## Conception
En 1978, cela fait sept ans que Phil Collins est membre du groupe Genesis. Après avoir été pendant 4 ans uniquement le batteur du groupe, il en devient également le chanteur à partir de 1976 ; à la suite du départ de Peter Gabriel quelques mois plus tôt. Le premier album dans lequel Collins apparait comme chanteur du groupe est  A Trick of the Tail qui sera un succès.
C'est véritablement en 1978 avec la sortie de l'album And Then There Were Three que Genesis aura son premier succès planétaire avec la chanson devenu un hit international Follow You Follow Me. Avec cette chanson, le groupe s'orientera dans un son moins rock  progressif et plus Pop.
Après une tournée mondiale, Genesis décide de faire une pause, à la même époque le mariage de Phil Collins bat de l'aile. Phil se rend à Vancouver, là où réside maintenant son épouse, afin de tenter de sauver son mariage, Ils divorceront finalement en 1979. Paradoxalement, cette période douloureuse aura été très productive pour Phil; c'est là qu'il composera toutes les chansons de son premier album solo Face Value. Initialement, Collins ne souhaite pas sortir un disque avec ces titres mais Atlantic Records qui édite les disques de Genesis aux États-Unis et Virgin Records, qui s'occupe de la distribution des albums du groupe à l'international, lui proposent de signer un contrat pour le sortir comme un album solo.
Certaines démos enregistrées chez lui pour la préparation de Face Value ont servi aussi à la conception de l'album Duke.

## Enregistrement et Production
Les sessions d'enregistrement pour Face Value se déroulèrent au studio Town House de Londres entre la fin de l'hiver 1979 et le début de l'année 1981. Selon le site Classic Albums , Phil Collins qui avait grandi en écoutant beaucoup de musique noire américaine sur le label Motown, souhaitait contre l'avis de beaucoup de gens de son entourage, intégrer la section de cuivre du groupe américain Earth, Wind & Fire les Phenix Horns. Cette décision aura une grande conséquence dans sa carrière solo, car les Phenix Horns seront un élément majeur du son de Phil Collins.
Ce dernier a également utilisé une approche alors controversée, celle d'employer des boîtes à rythmes en lieu et place d'un jeu live alors même que sa réputation de batteur était importante. Phil Collins expliqua alors qu'il voulait explorer de nouvelles techniques d'enregistrement et de nouvelles texture sonores, encouragé en cela par le succès solo de son ancien partenaire de Genesis Peter Gabriel, qui avait utilisé des programmations de batterie pour son dernier album, Peter Gabriel 3 dit Melt. Sur lequel Phil a d'ailleurs joué sur 4 chansons, Intruder, No Self Control, Family Snapshot et Biko. On retrouve d'ailleurs un des musiciens de Peter Gabriel, soit le violoniste L. Shankar, qui outre le violon joue aussi le tamboura et le voice drum. Eric Clapton fait aussi partie des musiciens invités sur deux chansons de l'album.

## Succès
L'album sort en février 1981. Grâce au single In the Air Tonight, l'album connait un départ fulgurant, se retrouvant en 1re position au Royaume-Uni et dans le top 10 dans de nombreux pays dont l'Allemagne. In the Air Tonight devient un énorme hit international, se classant dans le top 10 dans de nombreux pays.
Aux États-Unis, I Missed Again est choisi comme 1er extrait de l'album avant d'être suivi par  In the Air Tonight. Les deux singles atteignent la 19e position du Billboard Hot 100 et deviennent des titres phares au chanteur dans ce pays. Le titre I Missed Again, malgré son succès aux États-Unis, obtient un succès plutôt modéré en Europe.

## Titres
Toutes les chansons sont signées Phil Collins, sauf Behind The Lines de Genesis et composée par Banks/Collins/Rutherford, et Tomorrow Never Knows des Beatles est signée Lennon/McCartney. 
| 1.    | In the Air Tonight    | Phil Collins                              | 5:32 |
| 2.    | This Must Be Love     | Phil Colliins                             | 3:55 |
| 3.    | Behind the Lines      | Tony Banks, Phil Collins, Mike Rutherford | 3:53 |
| 4.    | The Roof Is Leaking   | Phil Collins                              | 3:16 |
| 5.    | Droned                | Phil Collins                              | 2:55 |
| 6.    | Hand in Hand          | Phil Collins                              | 5:12 |
| 7.    | I Missed Again        | Phil Collins                              | 3:41 |
| 8.    | You Know What I Mean  | Phil Collins                              | 2:33 |
| 9.    | Thunder and Lightning | Phil Collins                              | 4:12 |
| 10.   | I'm Not Moving        | Phil Collins                              | 2:33 |
| 11.   | If Leaving Me Is Easy | Phil Collins                              | 4:54 |
| 12.   | Tomorrow Never Knows  | Lennon/McCartney                          | 4:46 |
| 47:49 |                       |                                           |      |

## Réédition novembre 2015
Face Value a été réédité en double CD avec 12 chansons supplémentaires. 
- Misunderstanding (Live) (Banks, Collins, Rutherford)
- If Leaving Me Is Easy (Live)
- In The Air Tonight (Live)
- Behind The Lines (Live) (Banks, Collins, Rutherford)
- The Roof Is Leaking (Live)
- Hand In Hand (Live)
- I Missed Again (Live)
- ...And So To F (Live) Brand X
- This Must Be Love (Demo)
- Please Don't Ask (Demo) (Banks, Collins, Rutherford)
- Misunderstanding (Demo) (Banks, Collins, Rutherford)
- Against All Odds (Take a Look at Me Now) (Demo)

## Réédition en 2021
À l'occasion du 40e anniversaire de sa sortie, l'album est réédité en vinyle édition limitée.

## Musiciens
-Selon le livret accompagnant l'album :
- Phil Collins : Chant (1-4, 7-13), Batterie (1, 3, 6, 7, 9–12), Percussions (2, 10), Claquements de mains (5, 9), Congas (5), Marimbas (6) Piano acoustique (4-8, 10), Piano électrique Fender Rhodes (1, 2, 9, 11), Vocoder Roland VP-330 (1, 6, 10), Drum Machine Roland CR-78 (1, 6, 12), Prophet 5 (1, 2, 5–7, 10–12), Guitare acoustique (13)
- Daryl Stuermer : Guitares (1-3, 6, 7, 9, 11, 12), Guitare 12 cordes (5), Banjo (4)
- Eric Clapton : Guitare (4, 11)
- Joe Partridge : Guitare slide (4)
- L. Shankar : Violons (1, 5, 7 12), Tamboura (5), Voice Drum (5)
- John Giblin : Basse (1, 9, 10, 12)
- Alphonso Johnson : Basse (2, 3, 6, 7, 11)
- J. Peter Robinson : Prophet 5 (3)
- Stephen Bishop : Chœurs (2)
- Ronnie Scott : Solo Saxophone ténor (7)
- Phoenix Horns :
  - Don Myrick : Saxophone ténor (3, 6, 7, 9, 12), solo Saxophone alto (11)
  - Louis Satterfield : Trombone (3, 6, 7, 9, 12)
  - Rahmlee Michael Davis : Trompette (3, 6, 7, 9, 12), flugelhorn (11)
  - Michael Harris: Trompette (3, 6, 7, 9, 12), flugelhorn (11)
- Maurice Spears : Préparation musicale
- Chorales d'enfants de Los Angeles : Chœurs (6, 12)
- Arif Mardin : Arrangement des cordes (8, 11)
- Martyn Ford : Direction des cordes (8, 12)
- Orchestre de cordes :
  - Violons : Gavyn Wright (Premier Violon), Bill Benhem, Bruce Dukov, David Woodcock, Liz Edwards, rditti, Ken Sillitoe, Peter Oxen et Richard Studt
  - Altos : Roger Best, Brian Hawkins et Simon Whistler
  - Violoncelles :  Tony Pleeth, Clive Anstee et Nigel Warren-Green
  - Contrebasse : Chris Lawrence

## Autour de l'album
- La reprise de Tomorrow Never Knows des Beatles comprend des instruments et des voix jouant à l'envers tandis que Collins a fourni des voix de fond à plusieurs niveaux et une batterie clairsemée. Après la fin de la chanson, on peut entendre Collins chanter tranquillement "Over the Rainbow" en référence au récent meurtre de John Lennon; cette chanson finale n'est pas répertoriée sur la plupart des copies de l'album (la version originale de la cassette américaine étant une exception), et serait la seule fois où Collins a utilisé une pièce cachée sur l'un de ses albums solo.
- Behind the Lines (en) est une reprise de Genesis tirée de l'album Duke.